# 黄脚三趾鹑
黄脚三趾鹑（学名：Turnix tanki）为三趾鹑科三趾鹑属的鸟类。是一種三趾鶉，屬於一個小型鳥類家族，牠們與真正的鶉類似，但並不相關。這個家族的特點是雌性比雄性更大且更為鮮豔，並且是多配偶制。该物种的模式产地在孟加拉国。

## 描述
黃腳三趾鶉是一種小型鶉，長度可達15至18 cm（6至7英寸），雌性略大且比雄性顏色更鮮豔。此亞種的體重為36至43 g（1.3至1.5 oz），雄性為35至78 g（1.2至2.8 oz），而此亞種的雌性為93至113 g（3.3至4.0 oz）。尾巴短，翅膀末端呈圓形。
成年雄鳥的頭頂為黑色，邊緣帶有淺黃褐色，有時中央有一條淺黃褐色的縱紋。頭部的前面和側面為淺黃褐色，每根羽毛的尖端帶有黑色。喉部為淺黃褐色，邊緣和胸部變深為紅褐色，腹部顏色再次變淺，尾下覆羽為白色。胸部的兩側散布著圓形的黑色斑點。後頸和上體及尾巴為灰棕色，帶有紅褐色和深棕色的波狀斑和斑點。主要的翅膀羽毛為黑褐色，邊緣帶有淺黃褐色，翅膀覆羽為淺黃褐色，帶有深色斑點。喙為暗黃色，虹膜為白色，腿和腳為深黃色。
成年雌鳥與雄鳥的區別在於其顏色更為豐富，並在脖子後方有一條寬廣的紅褐色項圈。背部和尾巴上的斑點和波狀斑不那麼深，喙和腿的顏色較為鮮亮，虹膜為奶油白色或黃褐色。在非繁殖羽期，雌性的紅褐色項圈會混入灰色，其他羽毛也變得更加灰暗。幼鳥的外觀類似於雄鳥，但羽毛較為暗淡，胸部顏色不那麼鮮豔，斑點更為細小。

## 分佈與棲地
這種物種是印度次大陸、東亞和東南亞的特有種。有兩個公認的亞種；T. t. tanki 分佈於巴基斯坦、印度和尼泊爾，以及安達曼群島和尼科巴群島；而 T. t. blanfordii 分佈於緬甸、印度支那，向東延伸至中國東部。它也會遷徙到朝鮮半島和俄羅斯東南部進行繁殖。 在其大部分分佈範圍內，它是留鳥，但在雨季會遷徙到印度較乾燥的地區，同樣會遷徙到俄羅斯東南部，通常在夜間進行遷徙。

## 亚种
- 黄脚三趾鹑南方亚种（学名：Turnix tanki blanfordii）。在中国大陆，分布于华东、广西、贵州、四川、云南等地。该物种的模式产地在缅甸。[5]

## 行為
這種鳥類生活在地面上，通常在遇到危險時會選擇逃跑而不是起飛。通常單獨或成對出現。

### 覓食
其飲食包括綠色植物材料、種子和多種昆蟲，包括甲蟲、螞蟻和蝗蟲。

### 繁殖

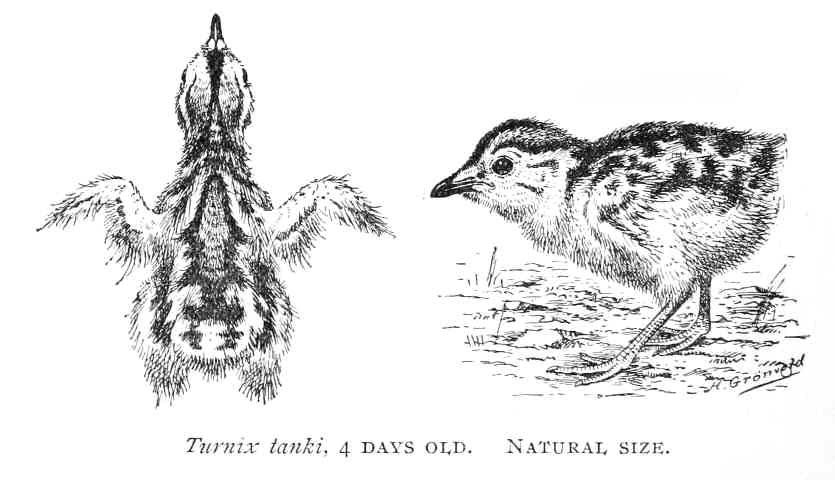
四天大的毛茸茸雛鳥

繁殖期在三月至十一月間，主要在雨季。雌性在非繁殖季節換羽時會失去明亮的紅褐色項圈。雌性在求偶過程中會給雄性提供食物，並在產卵後將孵卵的任務留給雄性。蛋約12天後孵化（在圈養環境下），雛鳥孵化後跟隨雄鳥行動。 巢是一個地面上的凹坑，鋪有草，通常有彎曲下來的植物莖形成的屋頂，側面有一個入口。每窩產下四顆灰白色斑點蛋，由雄性獨自孵卵；它們在12至16天後孵化，雛鳥由雄性照顧。 雌鳥產卵後會離開，並選擇另一個伴侶，在另一個巢中產下另一窩蛋。

## 保護狀況
T. tanki 分佈範圍非常廣泛，且是一種相對常見的物種。總體鳥類數量被認為是穩定的，尚未發現對該物種的特定威脅。國際自然保護聯盟評估該鳥的保護狀況為“無危”。